# Hemeroblemma rengus
Hemeroblemma rengus là một loài bướm đêm trong họ Erebidae.